# Могилёвцев, Иван Иванович
Иван Иванович Могилевцев (1922 — ?) — машинист вращающихся печей цеха обжига Кричевского цементно-шиферного комбината, Герой Социалистического Труда (1958).

## Биография
Родился 4 мая 1922 года в д. Новый Дроков Суражского района Брянской губернии.
Член КПСС с 1953.
В 1940 году окончил училище и пришёл работать на Кричевский цементный завод. В 1941—1946 служил в РККА, участник войны с июля 1941 г. (Западный фронт), награждён орденом Красной Звезды.
После демобилизации вернулся на завод (цементно-шиферный комбинат). С 1949 машинист вращающихся печей цеха обжига.
Герой Социалистического Труда (09.08.1958).
Избирался депутатом и заместителем Председателя Верховного Совета БССР VI созыва (1963—1967), делегатом XXI, XXIII съездов КПСС, XXIV съезда КПБ.

## Награды
В 2010 году посмертно награждён орденом Славы III степени.

## Память
- Памятный знак И. И. Могилёвцеву на Аллее Славы в парке Победы в городе Кричеве Могилёвской области[1].